# Avima venezuelica
Avima venezuelica is een hooiwagen uit de familie Agoristenidae.